# Dinar macedónio
O denar ou dinar macedónio (português europeu) ou macedônio (português brasileiro) é a moeda oficial da Macedónia do Norte. Subdivide-se em denis.

## História
Macedônia declarou independência da Iugoslávia em 8 de setembro de 1991. Na época, o país estava usando o dinar iugoslavo. Mas preparativos secretos foram iniciados para introduzir sua própria moeda, e em abril de 1992, a Macedônia estava pronta para adquirir independência monetária da Iugoslávia. Em 26 de abril, o Banco Nacional da Macedônia foi estabelecido e o denar declarou a moeda nacional. Notas na forma de "cupons de valor" entraram em circulação no dia seguinte, e em 30 de abril de 1992, o dinar iugoslavo deixou de ser moeda legal. Em maio de 1993, o primeiro denar foi substituído a uma taxa de 100 para 1 por um novo denar permanente consistindo de notas e moedas.